# Ellen Estes
Ellen Marie Estes (Portland, 13 de outubro de 1978) é uma jogadora de polo aquático estadunidense, medalhista olímpica.

## Carreira
Ellen Estes fez parte do elenco medalha de prata em Sydney e bronze em Atenas 2004